# جسرین
جسرین (به عربی: جسرین) یک منطقهٔ مسکونی در سوریه است که در استان ریف دمشق واقع شده‌است. جسرین ۹٬۴۴۲ نفر جمعیت دارد.